# Каленберг
Каленберг (њем. Callenberg) општина је у њемачкој савезној држави Саксонија. Једно је од 33 општинска средишта округа Цвикау. Према процјени из 2010. у општини је живјело 5.444 становника. Посједује регионалну шифру (AGS) 14524020.

## Географски и демографски подаци
Каленберг се налази у савезној држави Саксонија у округу Цвикау. Општина се налази на надморској висини од 310 метара. Површина општине износи 39,8 km². У самом мјесту је, према процјени из 2010. године, живјело 5.444 становника. Просјечна густина становништва износи 137 становника/km².

## Међународна сарадња
| Мјесто    | Држава    | Врста сарадње | Од    |
| --------- | --------- | ------------- | ----- |
|           | Француска | контакт       | 1969. |
| Велинград | Бугарска  | контакт       | 2000. |
| Извор     |           |               |       |